# 光復號
光復號是阿里山森林鐵路的車種，1973年1月1日起營運，製造廠分別有日本車輛及退輔會台北機械廠。1982年10月1日，因阿里山公路通車而停駛，由冷氣化的阿里山號取代。

## 歷史
- 1973年：光復號及第1代車廂投入服務，它與中興號拖車非常相似，差別僅止於座椅的材質不同，第1代車廂座椅是絨布。
- 1975年：第2代車廂啟用，座椅是塑膠皮，均衡樑轉向架。
- 約1974年－1977年：第3代車廂啟用。
- 1982年：第4代車廂啟用。

## 車廂資料

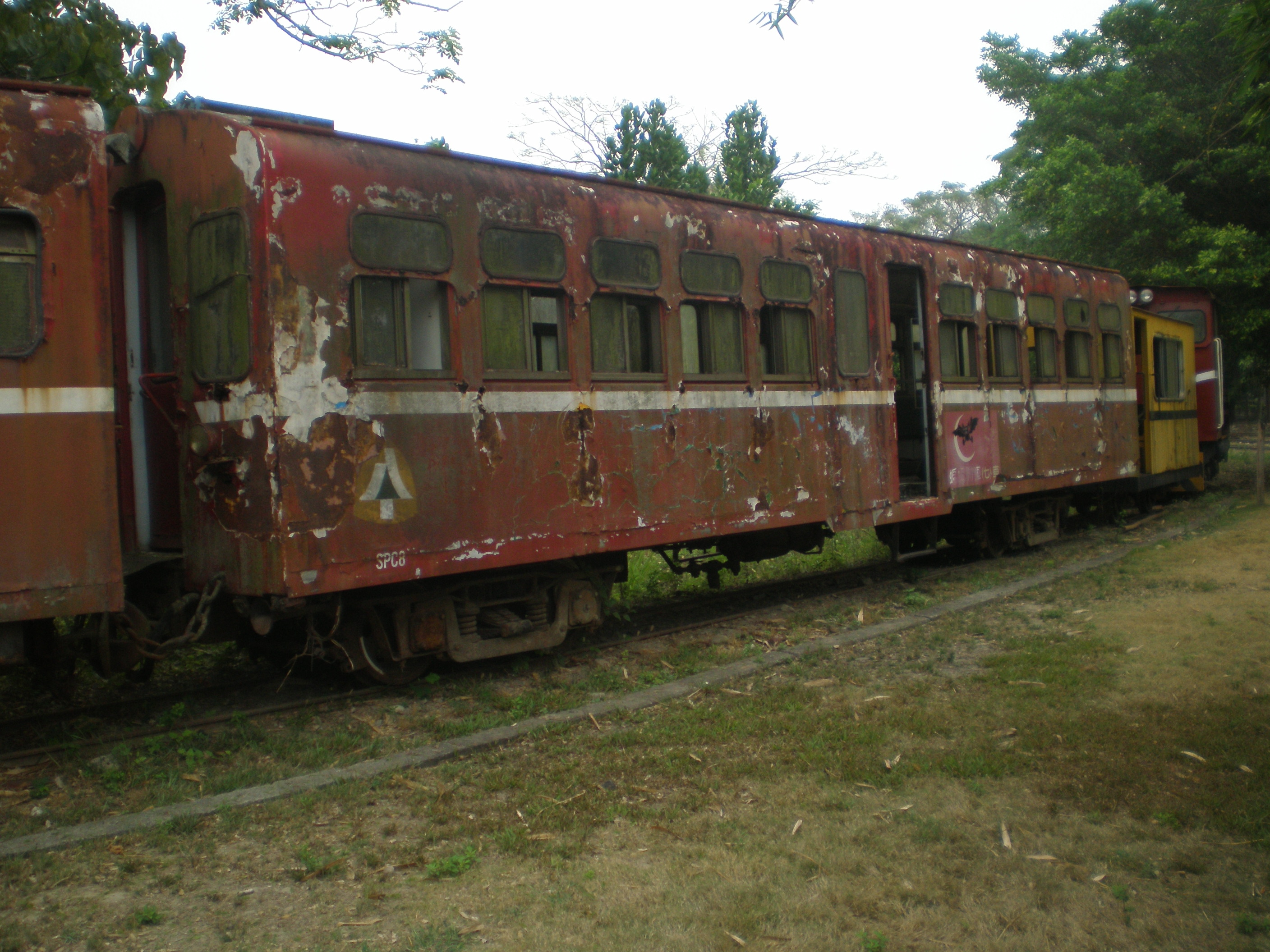
存放於烏樹林車站的光復號客車SPC8。

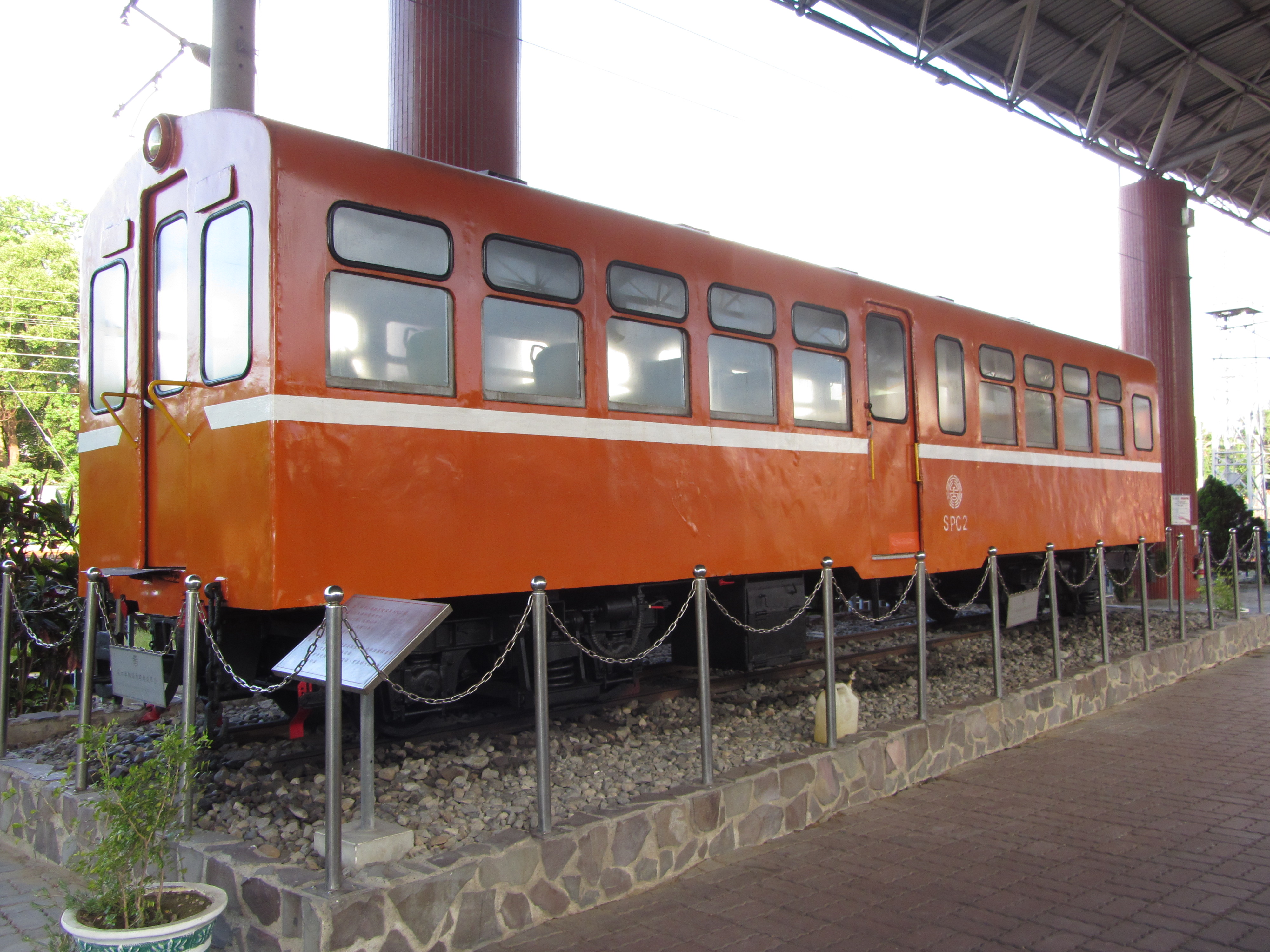
展示於苗栗鐵道文物展示館的SPC2光復號客車。

- 第1代：
製造商：日本車輛
年份：1971
編號：SPC1－SPC5（SPC4為空號）
數量：4輛
運用路線: 阿里山本線
- 第2代：
製造商：退輔會台北機械廠
年份：1975
編號：SPC6－SPC8
數量：3輛
運用路線: 阿里山本線
- 第3代：
改造商及製造商：阿里山森林鐵路（第3代為改造車，由特別客車改造而成）
年份：約1974年－1977年
編號：SP????－SP????
數量：8輛
運用路線: 阿里山本線
- 第4代：
製造商：台灣機械廠
年份：1982
編號：SPC9、SPC10
數量：2輛
運用路線: 阿里山本線